# 71号美国国道
71号美国国道（英語：U.S. Route 71）是一条南北方向的美国国道。该公路连接了路易斯安那州克罗茨斯普林斯和加拿大安大略省弗朗西斯堡，全长1,532英里。